# Philippe Poirrier
Pour les articles homonymes, voir Poirier (homonymie) et Philippe Poirier.
 (février 2023).
Philippe Poirrier, né en 1963, est un historien français spécialiste de l'histoire culturelle de l'Europe contemporaine.

## Biographie
Il est professeur d'histoire contemporaine à l'université de Bourgogne et membre du LIR3S (UMR no 7366 du CNRS).
Il est membre associé du Centre d'histoire culturelle des sociétés contemporaines de l'université de Versailles-Saint-Quentin-en-Yvelines. Il est également responsable de la rubrique « Notes de lecture » de la revue Policultures. Il est responsable de l'édition de la Lettre électronique de l'Association pour le développement de l'histoire culturelle (ADHC). Il est directeur de la publication de Territoires contemporains, revue en ligne publiée sur le site du LIR3S.
Ses recherches actuelles portent sur l’histoire des politiques et pratiques culturelles de l'Europe contemporaine. Il mène également des travaux, dans une perspective historiographique, sur l'histoire des sciences sociales, notamment l'histoire culturelle. Ces travaux les plus récents sont consacrés à l'analyse des circulations culturelles transatlantiques, notamment dans les mondes de la musique aux XXe et XXIe siècles.

## Publications
- Gothiques : le Moyen Âge bourguignon et ses relectures modernes et contemporaines, avec Laurent Baridon, Dijon-Paris, Éditions universitaires de Dijon/Histoire au Présent, 1992 [Sources, travaux historiques, 1991, n° 27].
- Vies et légendes de Saint Bernard : création, diffusion, réception. Actes des rencontres de Dijon. 6 et 7 juin 1991, avec Jacques Berlioz et Patrick Arabeyre, Cîteaux, Cîteaux, commentarii cistercienses, 1993.
- Société et culture en France depuis 1945, Le Seuil, Paris, 1998.
- Où en est l'histoire du temps présent ? - N° 5 (hors série) de Territoires contemporains, avec Serge Wolikow, Dijon, Eud, 1998.
- L'État et la culture en France au XXe siècle, Librairie générale française, Paris, 2000. Troisième édition actualisée en 2009 (Le Livre de poche  (ISBN 978-2253904649)).
- Aborder l'histoire, Paris, Le Seuil, 2000.
- Lucien Hérard : du syndicaliste enseignant au médiateur culturel, l'engagement à l'échelle d'une vie, Chenôve, Les cahiers d'Adiamos, 2000
- Les Collectivités locales et la culture : les formes de l'institutionnalisation (XIXe – XXe siècles), avec Vincent Dubois, Paris, La Documentation française, 2002.
- Les Politiques culturelles en France, Paris, La Documentation française, 2002.
- Pour une histoire des politiques du patrimoine, avec Loïc Vadelorge, Paris, La Documentation française et Comité d'histoire du ministère de la Culture, 2003.
- Philippe Poirrier, "L'histoire culturelle en France. Des politiques culturelles à l'approche historiographique", Mémoire de synthèse pour le Diplôme d'habilitation à diriger des recherches. Sous la direction de Jean-François Sirinelli, Sciences Po Paris, 2004. En ligne : https://theses.hal.science/tel-01536709/
- L'Invention du patrimoine en Bourgogne, Dijon, Éditions universitaires de Dijon, 2004.
- Les Enjeux de l’histoire culturelle, Paris, Le Seuil, 2004 (Points Histoire), 448p.  (ISBN 978-2020492454)
- La Politique culturelle en débat : anthologie, 1955–2005, avec Geneviève Gentil, Paris, La Documentation française, 2006.
- Le Temps des sciences humaines : Gaston Roupnel et les années trente, avec Annie Bleton-Ruget, Paris, Éditions Le Manuscrit, 2006.
- Art et pouvoir de 1848 à nos jours, Paris, CNDP, 2006.
- « Politique culturelle et patrimoines », Culture & Musées, janvier-juin 2007, n° 9.
- L’Histoire culturelle : un « tournant mondial » dans l’historiographie ?, Dijon, Éditions universitaires de Dijon, 2008.
- Introduction à l'historiographie, Paris, Belin, 2009.  (ISBN 978-2701147635)
- Paysages des campus : urbanisme, architecture et patrimoine, Dijon, Éditions universitaires de Dijon, 2009.
- Une ambition partagée ? La coopération entre le ministère de la Culture et les collectivités territoriales (1959-2009), avec René Rizzardo, Paris, La Documentation française-Comité d'histoire du ministère de la Culture, 2009.
- Politiques et pratiques de la culture, Paris, La Documentation française, 2010.
- La storia culturale, avec Alessandro Arcangeli, Verona, QuiEdit, 2010.
- Pour une histoire des politiques culturelles dans le monde, 1945-2011, Paris, La Documentation française, 2011.
- Festivals et sociétés en Europe, XIXe – XXIe siècle, Dijon, Territoires contemporains, 2012.
- La historia cultural, Valencia, Publicacions de la Universitat de València, 2012
- Cultura e estado : a política cultural na França, 1955-2005, avec Geneviève Gentil et Teixeira Coelho, São Paulo : Iluminuras : Itaú Cultural, 2012.
- La Politique culturelle en débat : anthologie 1955-2012, Paris, La Documentation française, 2013.
- Démocratiser la culture ! Une histoire comparée des politiques culturelles, avec Laurent Martin, Dijon, Territoires contemporains, 2013.
- Le Théâtre universitaire. Pratiques et expériences. The University Theatre. Practice and Experience, avec Robert Germay, Dijon, Éditions universitaires de Dijon, 2013.
- Quelle politique pour la culture ?, La Documentation française, 2014. Collection Doc'en Poche  (ISBN 978-2110098221).
- La Grande Guerre : une histoire culturelle, Dijon, Éditions universitaires de Dijon, 2015.
- Musique, Pouvoirs, Politiques, avec Philippe Gonin, Territoires contemporains, 2016, n°6.
- Histoire de la culture scientifique en France. Institutions et acteurs, Dijon, Éditions universitaires de Dijon, 2016.
- Les Politiques de la culture en France, Paris, La Documentation française, 2016.
- Aux confins des arts et de la culture. Études transversales, XVIe – XXIe siècle, avec Bertrand Tillier, Rennes, Presses universitaires de Rennes, 2016.
- (dir) Politiques et pratiques de la culture, Paris, La Documentation française, 2017 (seconde édition)  (ISBN 978-2111450820).
- (dir) Culture, médias, pouvoirs aux États-Unis et en Europe occidentale, 1945-1991. Textes et documents, Dijon, Editions universitaires de Dijon, 2019  (ISBN 978-2364412965).
- Historiens & romanciers. À propos de l'écriture de l'Histoire, avec Dominique Le Page, Territoires contemporains, 2020, n° 12.
- Circulations musicales transatlantiques au XXe siècle. Des Beatles au hardcore punk, avec Lucas Le Texier, Dijon, Éditions universitaires de Dijon, 2021.

Philippe Poirrier a également publié près de 150 textes dans des revues et dans des ouvrages collectifs ; le plus souvent accessibles sur Hal-SHS ou sur le site Academia.edu. Il a aussi, depuis 1989, publié plus d'une centaine de recensions dans des revues françaises (La Revue d'histoire culturelle, La Revue historique, La Revue d’histoire moderne et contemporaine, Vingtième siècle, revue d’Histoire, Mil neuf cent, revue d’histoire intellectuelle, Le Mouvement social, Sociétés et Représentations, Le Temps des Médias. Revue d’histoire, Bulletin des bibliothèques de France, Questions de communications, Les Cahiers naturalistes, Sources, travaux historiques, L’Observatoire. La revue des politiques culturelles, La Revue française de sciences politiques, Parutions.com, Les Annales de Bourgogne, Pays de Bourgogne...) et étrangères (H-France Review, Revue suisse d’histoire, Storia e Dossier, Contemporary French Civilization, International Journal of Cultural Policy, Culture and Local Governance…).